# Comitê Olímpico Canadense
O Comitê Olímpico Canadense (COC) (em inglês:  Canadian Olympic Committee e em francês:  Comité olympique canadien) representa o Canadá nos eventos e assuntos relacionados ao Movimento Olímpico. Foi reconhecido pelo Comitê Olímpico Internacional (COI) em 1907.